# Alimia
Alimia (em grego:  Αλιμιά) é uma ilha da Grécia, pertencente ao arquipélago do Dodecaneso, localizada ao sul do mar Egeu. A ilha ocupa uma superficie de 7.5 km², sendo 21 km² de costa, e se encontra desabitada desde os anos 1960. Administrativamente, pertence ao município de Chalki, na unidade regional de Rodes.